# 東京シティー★ナイツ
『東京シティー★ナイツ』（とうきょうシティーナイツ）とはゲームロフトのライフシミュレーションゲームである。

## 概要
アバターを作って都市生活を楽しむ「ナイツ」シリーズ（『マイアミ★ナイツ』、『ニューヨーク★ナイツ』ほか）の東京版。ゲームロフトとしては初の日本オリジナルゲーム。新宿、渋谷、下北沢など、東京の実在する場所で数々のイベントが楽しめる。

## 東京シティー★ナイツ2
2010年2月25日（EZアプリ版。S!アプリ、iアプリ版は3月1日）より配信開始された続編。携帯版公式サイトでマイルームという自分の部屋をデコレーション出来る機能が追加された。